# Toulouse Street
Toulouse Street är ett musikalbum av The Doobie Brothers från 1972, utgivet av skivbolaget Warner Bros. Records. Det är uppkallat efter en gata i New Orleans. Albumet var gruppens andra och innehöll deras genombrottslåt "Listen to the Music". Albumet kom att nå plats 21 på amerikanska albumlistan Billboard 200.

## Låtlista
(upphovsman inom parentes)
1. "Listen to the Music" (Tom Johnston) - 4:44
2. "Rockin' Down the Highway" (Johnston) - 3:18
3. "Mamaloi" (Johnston) - 2:28
4. "Toulouse Street" (Simmons) - 3:20
5. "Cotton Mouth"	(James Seals, Darrell Crofts) - 3:44
6. "Don't Start Me to Talkin'" (Sonny Boy Williamson) - 2:41
7. "Jesus Is Just Alright" (Arthur Reid Reynolds) - 4:33
8. "White Sun" (Johnston) - 2:28
9. "Disciple" (Johnston) - 6:42
10. "Snake Man" (Johnston) - 1:35